# Stadthafen Recklinghausen

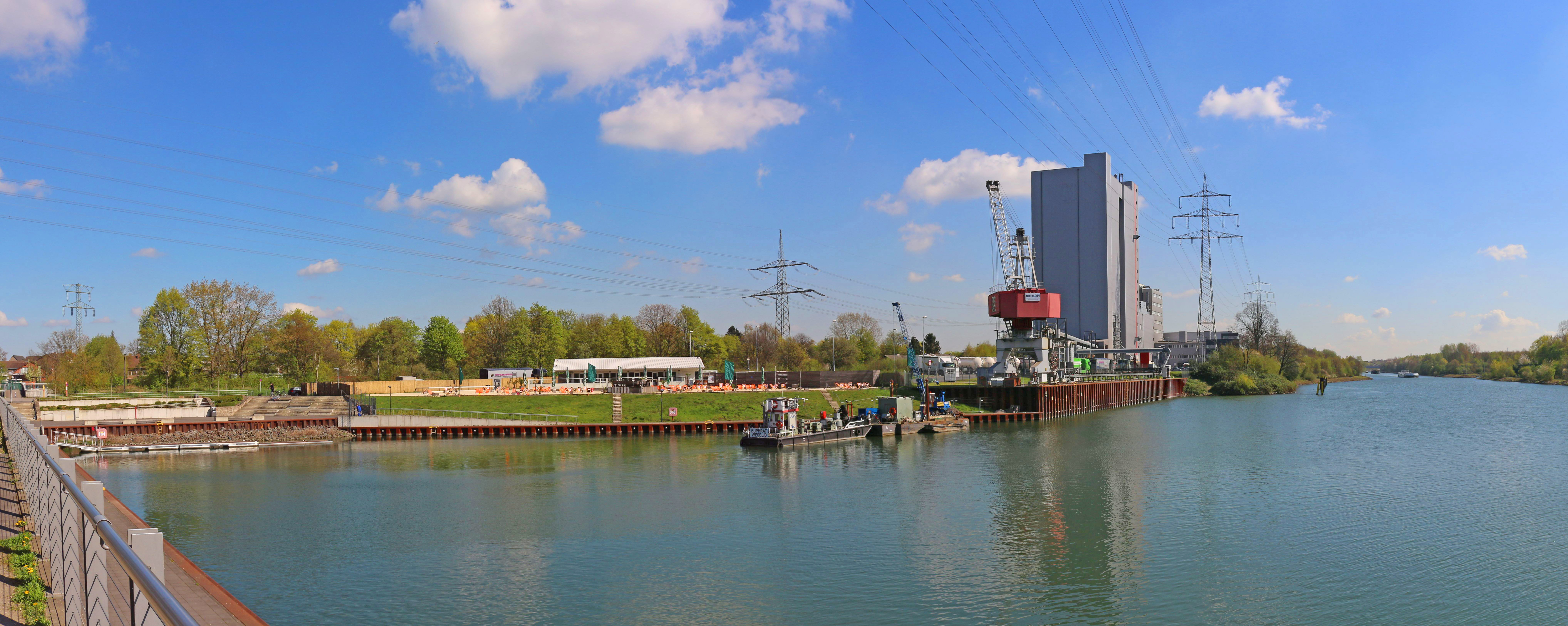
Panorama des Stadthafens (2016)

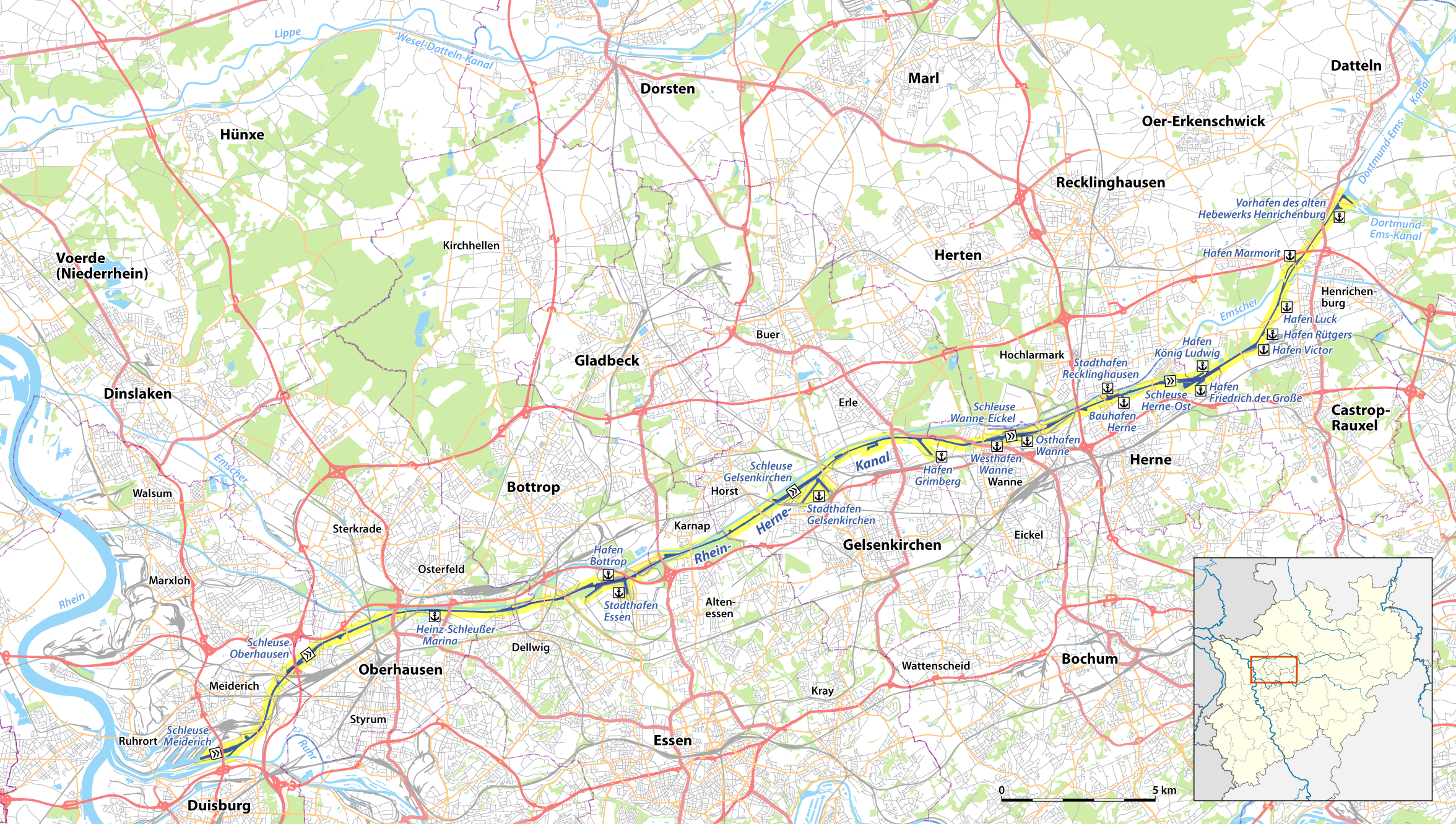
Karte des Kanals mit Häfen, Schleusen u. v. a. m.

Der Stadthafen Recklinghausen wurde 1914 fast gleichzeitig mit dem Rhein-Herne-Kanal in Betrieb genommen. Ursprünglich berührte das Recklinghäuser Stadtgebiet den Kanal gar nicht, erst der Erwerb eines 55.000 Quadratmeter großen Gebietes von der Stadt Herne ermöglichte den Zugang.
Da die Zechen ihre eigenen Häfen hatten, bestand der Umschlag im Recklinghäuser Hafen hauptsächlich aus Getreide, Futtermitteln, Sand, Kies und Baumaterialien. Im Ersten Weltkrieg wurden Lebensmittel aus den Niederlanden angeliefert. Danach sank der Umschlag bis auf 14.000 Tonnen im Jahre 1931. Nach dem Zweiten Weltkrieg zog der Güterumschlag wieder an, 1949 waren es zirka 140.000 Tonnen, 1959 gar 260.000 Tonnen im Jahr. Anschließend sank er aber wieder deutlich ab und im Jahr 2000 waren es gerade noch 24.000 Tonnen.
Das Projekt Emscher Landschaftspark 2010 mit seinem Schwerpunkt der Förderung von Binnenhäfen bot die Gelegenheit, neue Nutzungskonzepte für den Hafen und das umgebende Stadt-Areal zu entwickeln. So sollen am Ostrand des Hafenbeckens hochwertige Gewerbeflächen entstehen, während der Westteil für Freizeit-, Kultur- und Wohnnutzungen aufbereitet wird. Ein Sportbootanleger und eine Brücke zum Museum Strom und Leben im Umspannwerk Recklinghausen waren ebenfalls geplant. Der unter Denkmalschutz stehenden Hafenkran soll durch ein Lichtkonzept als Landmarke sichtbar werden.
Von den Projektplanungen konnten in den letzten Jahren einige Punkte realisiert werden. Im Gewerbebereich hat die Firma Mills United ihre Kapazitäten erheblich ausgeweitet, die Vermahlung wurde im Jahre 2006 auf 400 t/24h und in 2007 auf 520 t/24h gesteigert. Die Lagerkapazität wurde durch den Bau neuer Silos für Getreide auf 30.000 t, die für Mehl auf 9.000 t ausgebaut. Außerdem wird ein neues Logistikzentrum mit vollautomatischem Hochregallager für Kleingebinde des Einzelhandels erstellt. Im freizeitorientierten westlichen Bereich wird seit ein paar Jahren saisonal eine 3.500 m² große Strandbar betrieben. Ein Steg für acht Sportboote ist fertiggestellt, die Kaimauer restauriert und die Infrastruktur im nahen Umfeld saniert.

## Bilder

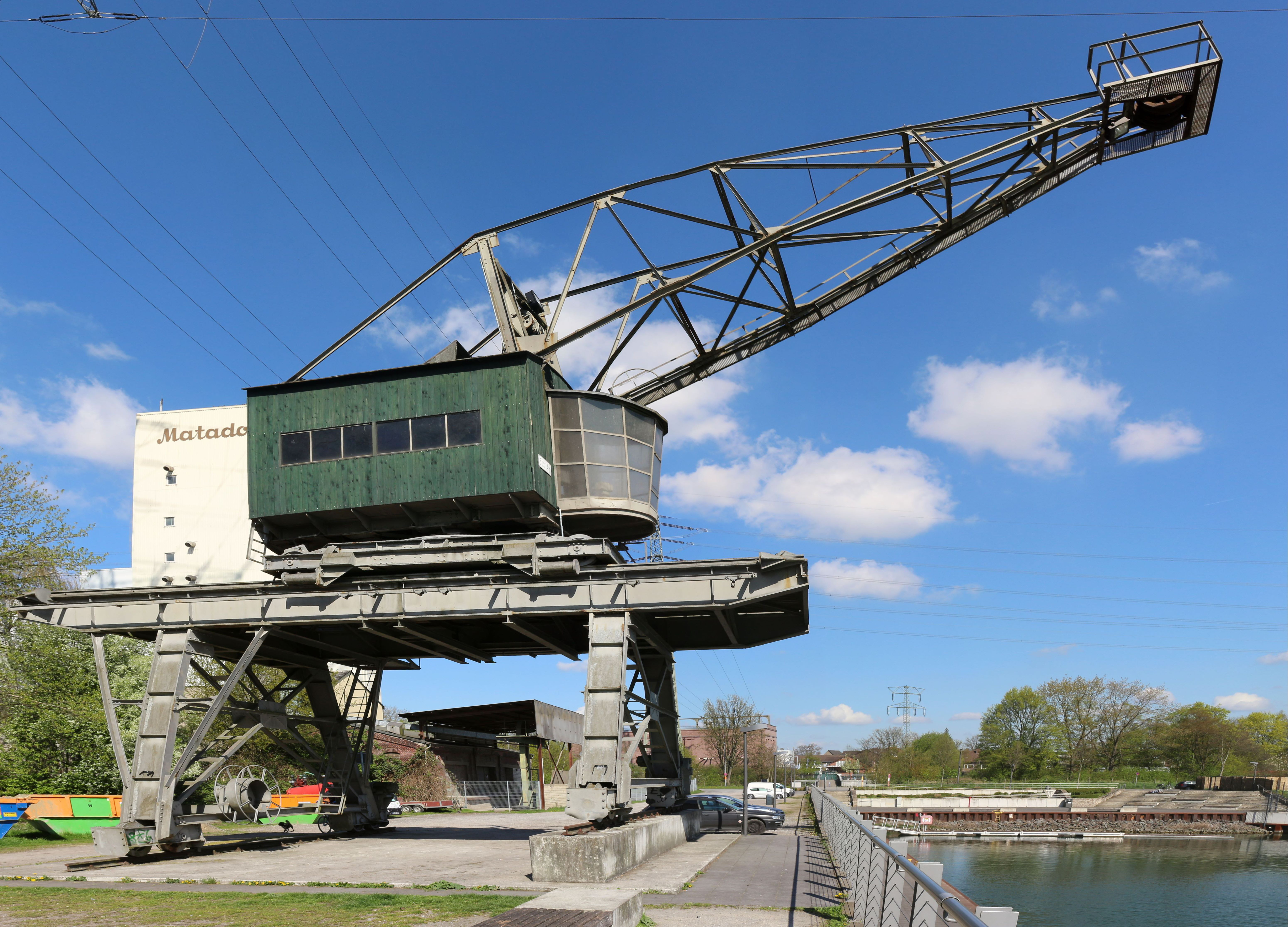
Alter Kran am Westkai
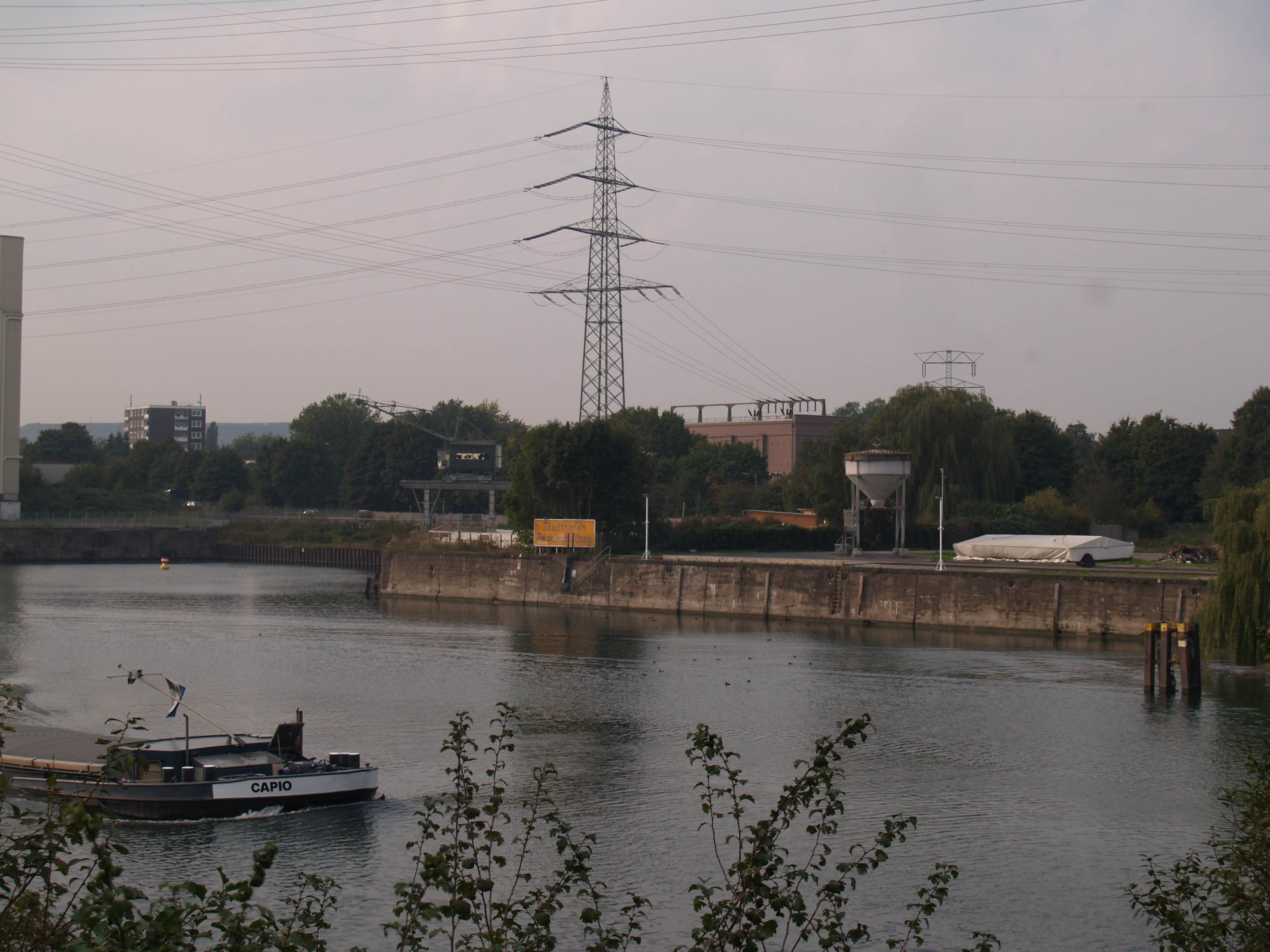
Die verlassenen Hafenanlagen 2005
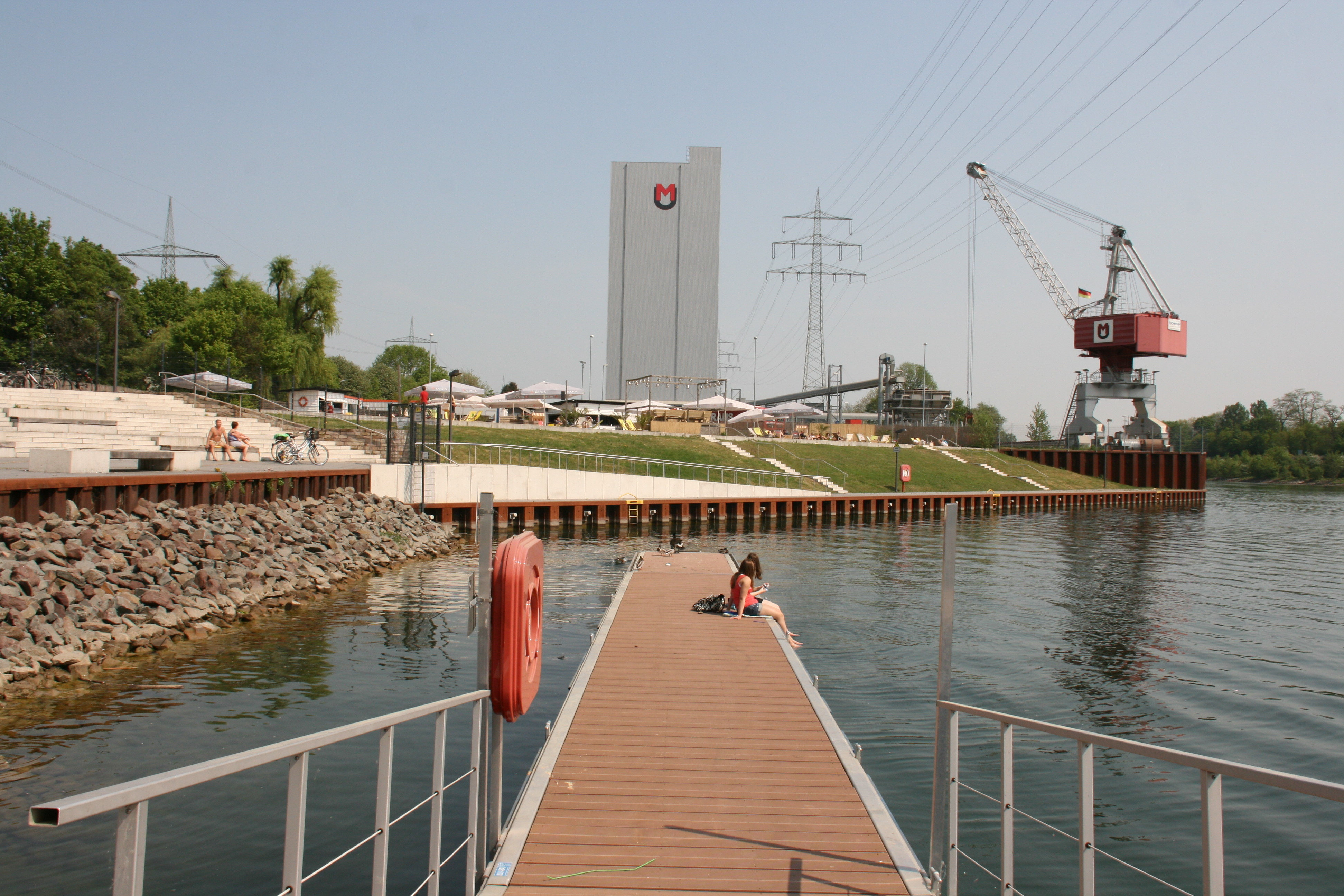
Stadthafen 2011, mit Gebäude von Mills United, Kran und Freizeitnutzung
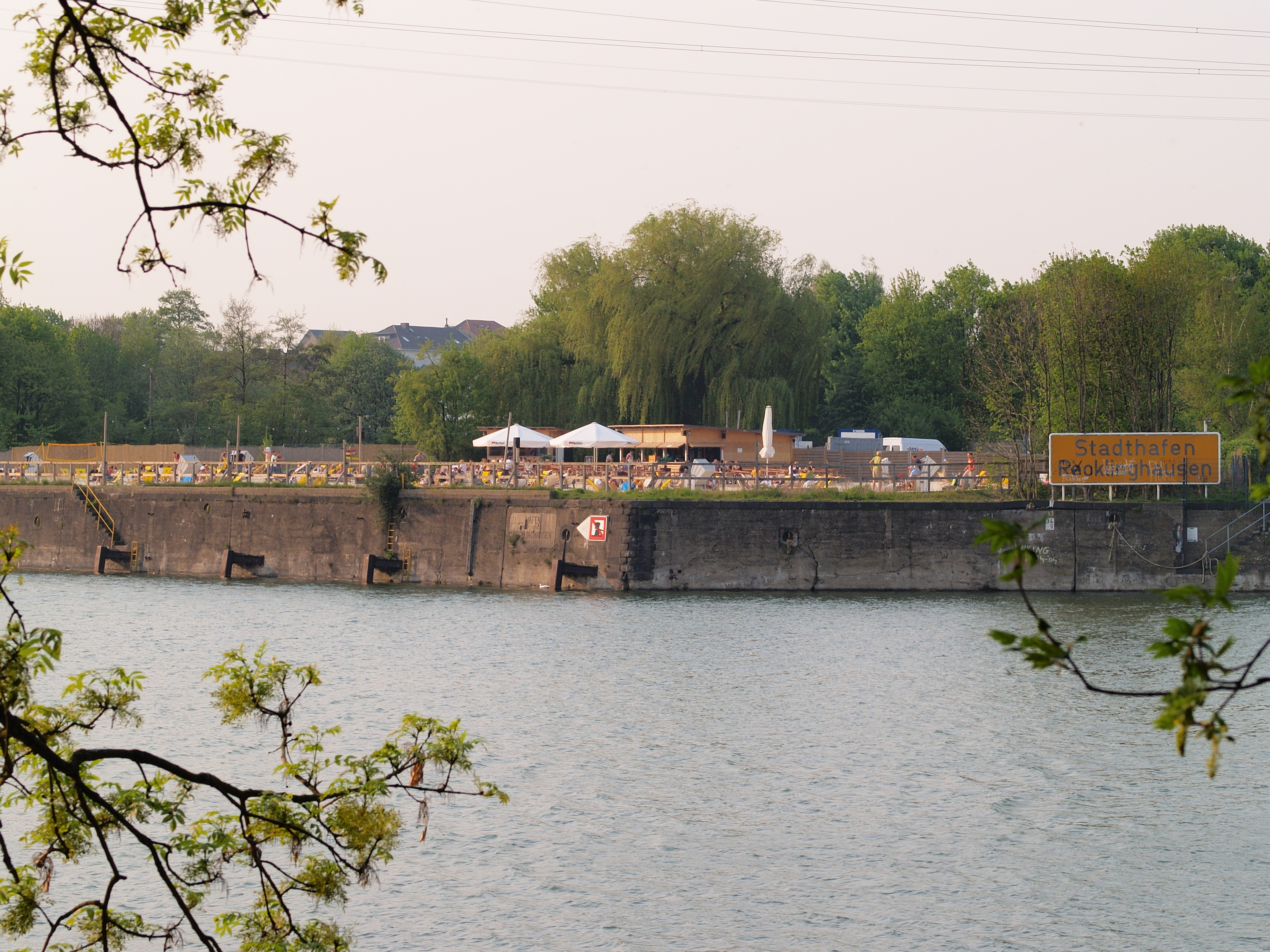
Versuch der Revitalisierung mittels Strandbar
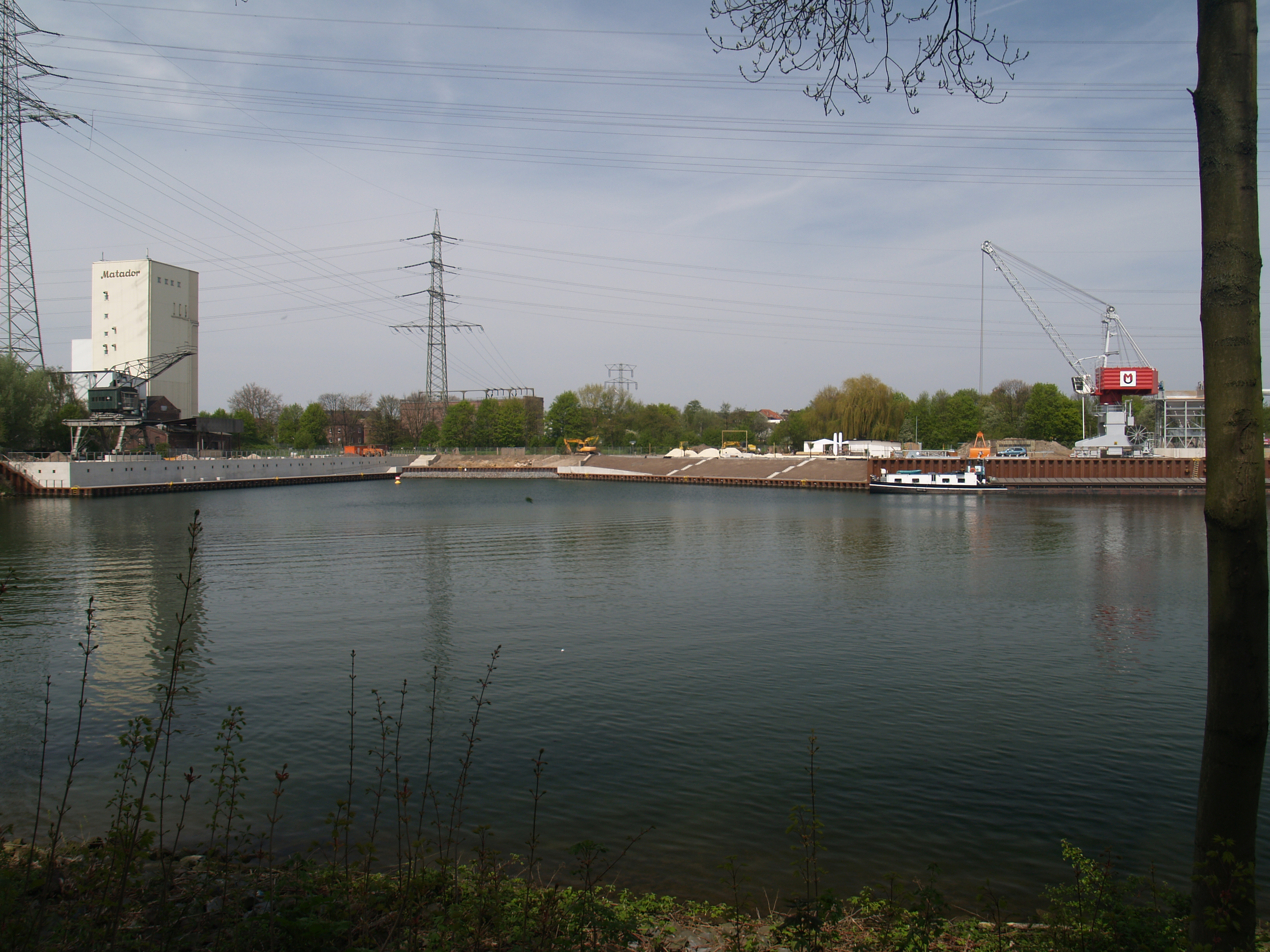
Vor Ende der Arbeiten – Der renovierte Hafenkran am neuen Standort